# Can Manyana
Can Manyana és un edifici del municipi de Rabós (Alt Empordà) inclòs en l'Inventari del Patrimoni Arquitectònic de Catalunya.

## Descripció
Situat a la banda de llevant del nucli urbà de la petita població de Rabós, al carrer del Pont.
Edifici aïllat de planta rectangular, amb la coberta de teula de dues vessants i distribuït en planta baixa i pis. Totes les obertures de la planta baixa de l'edifici són d'arc rebaixat i estan bastides amb maons, mentre que les dels pisos són rectangulars i amb els emmarcaments arrebossats. La façana principal, orientada al carrer del Pont, presenta dos portals d'accés a l'interior; un d'ells presenta l'emmarcament arrebossat i pintat. Al mig hi ha una finestra rebaixada feta de maons, tot i que actualment està tapiada. Al pis hi ha dues senzilles finestres rectangulars, al mig de les quals hi ha una placa amb el nom del propietari, FLORENCIO NOUVILAS, i l'any de construcció, 1880. Adossada a llevant de la façana principal hi ha un petit cos de planta quadrada, a manera de torre, amb la coberta plana i una porta actualment tapiada. Al costat d'aquest element hi ha un cos auxiliar rectangular amb la coberta d'un sol vessant, distribuït en una sola planta. Les obertures continuen essent d'arc rebaixat i maons.
La construcció està arrebossada i pintada.

## Història
Molí de poca aigua propietat de la família Nouvilas, hisendats de Castelló d'Empúries i originària de San Quirze de Colera, dels que es tenen notícies des del segle xvi.
El conegut molí del pont presenta una placa commemorativa a la façana principal en la que hom pot llegir FEDERICO NOUVILAS 1880, nom del propietari i any que pot correspondre a alguna reformar o ampliació de la casa, donat que l'edifici ja és nomenat anteriorment en una estadística industrial que data de l'any 1862.
Actualment ha estat restaurada i és utilitzada com a segona residència.